# Beleg van Jeruzalem (1244)
Het Beleg en Inname van Jeruzalem vond plaats tussen 15 juli en 23 augustus 1244 na de Zesde Kruistocht en werd als aanleiding genomen voor het uitroepen van de Zevende Kruistocht in Europa. 

## Achtergrond
De gevechten vonden plaats in de nasleep van de Zesde Kruistocht die geleid werd door Frederik II van het Heilige Roomse Rijk naar het Heilige Land in 1228. Frederik had het koningschap van Jeruzalem geclaimd door zijn huwelijk met koningin Yolande van Jeruzalem, die de titel van haar moeder Maria van Montferat had geërfd. De grootte van zijn leger en zijn reputatie binnen de islamitische wereld was blijkbaar genoeg om Jeruzalem terug te vorderen met daarbij Bethlehem, Nazareth en een aantal naburige kastelen. Het gebied met Jeruzalem werd teruggenomen door middel van een verdrag met de Ajjoebidensultan Al-Kamil. Echter bleef Jeruzalem niet lang genoeg in christelijke handen om het verdedigbaar te maken.

## Beleg en inname
Nadat de Mongolen een groot deel van het Chorasmidische rijk (het huidige Irak) hadden veroverd in 1243, waren deze Chorasmidische strijders op de vlucht geslagen. De Ajjoebidensultan As-Salih Ayyub sloot een huur verbond met deze Chorasmidische strijdkrachten en gaf daarbij de opdracht om tijdens hun tocht naar Egypte om de stad Jeruzalem op de christenen te veroveren.
Wie het leiderschap over de stad Jeruzalem had is onduidelijk, Frederik II hield zich met zaken in Europa bezig en was inmiddels al oud, Hendrik II van Cyprus had alleen een claim op Jeruzalem maar verder niks in de pap te brokkelen. De hoogste in functie op dat moment was Robert van Nantes, patriarch van Jeruzalem, al was de zetel van de kerk rond deze tijd uit veiligheids overwegingen verplaatst naar Akko en is het onwaarschijnlijk dat hij zich in Jeruzalem bevond. Ongeveer op hetzelfde moment had Tempelierhoofdman Armand de Périgord op dubieuze wijze een verdrag gesloten met de Sultan van Damascus om de gevluchte Chorasmiden te helpen met hun vlucht uit het Midden-Oosten.
Chorasmidische strijders belegerden de stad enkele dagen (mogelijk korter) vanaf 15 juli en het belangrijkste bolwerk de Toren van David viel als laatste op 23 augustus 1244. De gehele christelijke bevolking in Jeruzalem werd vermoord.  Dit leidde tot een nieuwe oproep van een kruistocht binnen Europa, maar de kruisvaarders wisten de stad nooit meer te heroveren. Na de verovering van de Chorasmiden, bleef de stad onder moslimcontrole tot in 1917, toen zij door de Britten op de Ottomanen werd veroverd. Armand de Perigord had blijkbaar spijt van zijn medewerking en ging met zijn Tempeliers en de overige baronnen in de streek de confrontatie aan in de Slag bij La Forbie in oktober 1244.